# Попавший в ловушку (фильм, 1949)
«Попавший в ловушку» (англ. Trapped) — фильм нуар режиссёра Ричарда Флейшера, который вышел на экраны в 1949 году.
Фильм сделан в полудокументальном стиле и рассказывает об отбывающем тюремный срок фальшивомонетчике Трисе Стюарте (Ллойд Бриджес), которого агенты Секретной службы Министерства финансов решают использовать для разоблачения банды фальшивомонетчиков, которая использует его печатные формы. Стюарт сбегает от агентов, пытаясь вместе со своей подружкой (Барбара Пэйтон) провести аферу с фальшивыми деньгами, после чего бежать в Мексику, однако правительственные агенты не выпускают его из вида, благодаря чему раскрывают преступную сеть.
Фильм относится к числу широко распространившейся в то время серии полудокументальных фильмов нуар, главную роль в которых играют агенты различных правительственных структур. Среди этих фильмов, в частности, «Агенты казначейства» (1947), «До края земли» (1948), «Паника на улицах» (1950) и «Свидание с опасностью» (1952).

## Сюжет
В одном из банков пожилая клиентка сдаёт дневную выручку своего предприятия. У банковского кассира одна из 20-долларовых банкнот вызывает подозрение, и после проверки выясняется, что она является поддельной. Банкноту направляют на экспертизу в лабораторию Секретной службы Министерства финансов США в Вашингтон, где устанавливают, что это свежая высококачественная банкнота, которую могли произвести с помощью печатной формы известного фальшивомонетчика Триса Стюарта (Ллойд Бриджес), который уже три года отбывает тюремный срок в Атланте. Агенты Секретной службы приезжают к Стюарту в тюрьму, чтобы выяснить у него, кто изготовил печатные формы, однако тот отказывается отвечать на их вопросы. Несколько недель спустя Стюарта перевозят на рейсовом автобусе в Канзас-Сити. Во время резкого торможения автобуса Стюарт выхватывает оружие из кобуры своего конвоира, заставляет его снять с себя наручники, выходит из автобуса и скрывается на легковом автомобиле, спровоцировавшем торможение. Автомобилем управляет агент Секретной службы Форман (Роберт Карнес), и, как выясняется, побег является частью плана прикрытия для Стюарта, который согласился помочь найти фальшивомонетчиков в обмен на сокращение срока своего тюремного заключения. Остановившись на ночёвку в придорожной гостинице, Форман спрашивает у Стюарта о местонахождении его бывшей подружки Мег Диксон (Барбара Пэйтон), однако тот утверждает, что не знает, где она находится. Затем Стюарт неожиданно нападает на Формана и в последующей драке отправляет его в нокаут, после чего сбегает в Лос-Анджелес. Там он находит Мег, свою сексуальную подружку, которая живёт под именем Лори Фредерикс и работает продавщицей сигарет в ночном клубе «Шантеклер». В клубе за ней пытается ухаживать обходительный, но подозрительный бизнесмен по имени Джонни Хэккетт (Джон Хойт). Лори, которая искренне любит Стюарта, проводит его к себе домой, давая понять, что готова ему помогать во всём. Стюарт рассказывает своей подружке, что хотя федералы ожидали, что он станет стукачом, он никогда не собирался помогать им. Стюарт далее говорит, что они уедут в Мексику сразу после того, как он получит всё, что ему причитается, со своего бывшего партнёра Сэма Хукера (Дуглас Спенсер). Однако пара не знает, что сотрудники Секретной службы заранее установили подслушивающее оборудование в квартире Лори, и все их разговоры записываются. В штаб-квартиру местного отделения Секретной службы к её руководителю, шефу Ганби (Расс Конвей) и Форману приходит Хэккетт, которого, как выясняется, на самом деле зовут Джон Дауни, и он является внедрённым агентом с целью разоблачения банды фальшивомонетчиков.
На следующий день в обшарпанной гостинице Стюарт находит спившегося и опустившегося Хукера. Пока Стюарт отбывал за них обоих срок в тюрьме, Хукер должен был сберечь его долю, но проиграл всё в азартные игры и пропил. Стюарт избивает своего бывшего сообщника, выясняя, что тот продал принадлежавшие ему печатные формы известному фальшивомонетчику Джеку Сильвестру (Джеймс Тодд), который теперь работает под прикрытием инвестиционной компании в сфере недвижимости. Стюарт приходит на приём к Сильвестру, и, оценив качество фальшивых банкнот, предлагает купить 250 тысяч фальшивых за 25 настоящих долларов. Нуждаясь в деньгах, чтобы купить фальшивые деньги, Стюарт решает взломать сейф в клубе «Шантеклер». Подслушав их разговор, полиция устраивает засаду около клуба, задерживая Лори, однако Стюарту удаётся скрыться. На следующий день Хэккетт вносит залог за Лори, и она выходит из тюрьмы. Хотя Стюарту и не нравится интерес Хэккетта к Лори, он решает, что сможет использовать его для финансирования покупки фальшивых долларов. Стюарт обыскивает гостиничный номер Хэккетта, обнаруживая в его чемодане оборудование для различных азартных игр и банковские документы на различные суммы, понимая, что имеет дело с мошенником. После этого Стюарт предлагает Хэккетту поучаствовать в сделке по покупке фальшивых долларов, и они вместе направляются к Сильвестру. Оценив качество подделки, Хэккетт соглашается профинансировать сделку, и они договариваются о встрече. Полиция готовится произвести захват Сильвестра и его банды во время обмена денег, однако на встречу Сильвестр приносит «куклу» из нарезанной бумаги, говоря, что это была просто проверка. Вечером во время ужина в клубе «Шантеклер» Хэккетта узнаёт его бывший сослуживец, называя настоящим именем, что замечает Лори. Подслушав дальнейший разговор сослуживца с женой, Лори понимает, что Хэккетт является агентом спецслужб под прикрытием. Быстро вернувшись домой, Лори выводит Стюарта на лестничную клетку, чтобы сообщить ему о том, что Хэккетт является агентом Секретной службы. После этого они вместе обыскивают квартиру, находя в абажуре спрятанный микрофон. Лори умоляет Стюарта немедленно бежать, однако Стюарт решает продолжить игру и получить свои деньги, и только после этого скрыться. Он поручает Лори купить два авиабилета до Мехико на следующий вечер и ждать его в аэропорту. Тем же вечером, когда Хэккетт везёт Стюарта на встречу с Сильвестром, Стюарт наставляет на него пистолет и сообщает, что ему известно, что он агент. Он принуждает Хэккетта отъехать в глухое место на побережье, приказывая выйти из машины. Однако Хэккетту удаётся справиться со Стюартом и доставить его в полицейский участок. Затем Хэккетт звонит Ганби, сообщая, что он продолжит операцию и поедет на встречу к Сильвестру. При этом он просит немедленно арестовать Лори, которая знает о том, что он агент, однако люди Ганби не могут её найти. Во время встречи с Сильвестром, Хэккетт говорит ему, что Стюарта арестовали, после чего они выходят из офиса, чтобы ехать за деньгами в подпольную типографию. На улице Сильвестр замечает, что за ними следят две машины, однако Хэккетту удаётся оторваться от преследования. Тем временем Лори в поисках пропавшего Стюарта приезжает в офис Сильвестра, откуда его подручный Мак Мантц (Берт Конуэй) отвозит её в типографию. В то время, когда Хэккетт проверяет покупаемые банкноты, а Сильвестер демонстрирует ему печатные формы, появляются Мантц и Лори, которая заявляет, что Хэккетт является агентом Секретной службы. В этот момент патрулирующий территорию полицейский на мотоцикле по номеру определяет на парковке перед типографией автомобиль Сильвестра, немедленно передавая эту информацию руководству. Хэккетт говорит Сильвестру, что это Стюарт пытался играть на обе стороны и обмануть всех. Когда к типографии подъезжают полицейские машины, Сильвестр убивает Лори, которую заподозрил в предательстве, после чего убегает из здания. Начинается погоня в здании трамвайного депо, в ходе которого Сильвестра убивает током, когда он забирается на крышу трамвая. Федеральные агенты находят печатные формы и фальшивые банкноты, после чего дело Стюарта закрывают.

## В ролях
- Ллойд Бриджес — Трис Стюарт
- Барбара Пэйтон — Мег Диксон, она же Лори Фредерикс
- Джон Хойт — агент Джон Дауни, он же Джонни Хэккетт
- Джеймс Тодд — Джек Сильвестр
- Расс Конуэй — главный агент Ганби
- Роберт Карнс — агент Фред Форман
- Дуглас Спенсер — Сэм Хукер
- Томми Нунан — банковский кассир (в титрах не указан)
- Билл Вудсон — рассказчик за кадром (в титрах не указан)

## Создатели фильма и исполнители главных ролей
По информации историка кино Артура Лайонса, продюсер фильма Брайан Фой начал карьеру студии Warner Bros. ещё в 1920-е годы, где за два десятилетия в качестве продюсера и режиссёра участвовал в создании почти 200 фильмов категории В. В 1940-е годы «после ухода со студии Warner Bros. Фой создал собственную продюсерскую компанию, а также работал на других малых студиях, включая Eagle-Lion Films, создав в качестве продюсера несколько отличных фильмов нуар», включая «Кэнон-Сити» (1948), «Бессмысленный триумф» (1948), «Безжалостный» (1948), «Он бродил по ночам» (1949) и «Попавший в ловушку» (1949) . Режиссёр Ричард Флейшер в начале своей многолетней карьеры зарекомендовал себя постановкой нескольких недорогих, но высоко оцененных фильмов нуар, среди них «Телохранитель» (1948), «Следуй за мной тихо» (1949), «Лёгкая мишень» (1949), «Ограбление инкассаторской машины» (1950) и «Узкая грань» (1952).
Ллойд Бриджес известен ролями в фильмах разных жанров, среди них военные драмы «Сахара» (1943), «Прогулка под солнцем» (1945) и «Дом отважных» (1949), фильмы нуар «Восход луны» (1948) и «Звук ярости» (1950), вестерны «Проход каньона» (1948) и «Ровно в полдень» (1952). Джон Хойт сыграл роли второго плана во множестве признанных фильмов нуар, среди них «Грубая сила» (1947), «Неверная» (1947), «До края земли» (1948), «Подкуп» (1949), «Леди играет в азартные игры» (1949) и «Большой ансамбль» (1955). В этом фильме впервые обратила на себя серьёзное внимание Барбара Пэйтон, которая затем сыграла в таких успешных картинах, как фильмы нуар «Распрощайся с завтрашним днём» (1950), «Фланаган» (1953) и «Убийство — моя работа» (1955), вестерны «Даллас» (1950), «Только отважные» (1951) и «Барабаны глубокого юга» (1951). После 1955 года она перестала сниматься в кино главным образом по причине проблем с алкоголем и сопровождавших её скандалов, а в 1967 году умерла в возрасте 39 лет.

## История создания фильма
Согласно материалам журнала «Голливуд репортер» от октября 1948 года, продюсер Брайан Фой специально ездил в Нью-Йорк, Вашингтон и Монреаль, чтобы получить от официальных властей разрешение на создание этой картины, которая должна была основываться на «недавнем деле о фальшивомонетничестве», при этом сценарий картины получил личное одобрение главы Секретной службы Министерства финансов США Джеймса Дж. Мэлоуни. Вместе с тем, по информации Американского института киноискусства, «хотя в рецензиях обращалось внимание на актуальность тематики фильма, тем не менее, никакого конкретного случая фальшивомонетничества, на котором основан фильм, не называется».
Фильм открывается следующим письменным предисловием: «Министру финансов США и его верным и грамотным помощникам из Секретной службы мы выражаем своё признание и благодарность за разрешение снимать реальную работу Казначейства и за помощь и сотрудничество в создании этого фильма». Далее следует краткий документальный обзор разнообразных сторон деятельности Министерства финансов США и более подробный рассказ о производстве американской валюты, которое осуществляет Бюро печати и гравировки.
Согласно информации «Голливуд репортер», «некоторые сцены в фильме снимались на улицах Лос-Анджелеса».

## Оценка фильм критикой

### Общая оценка фильма
Сразу после выхода фильма обозреватель «Нью-Йорк Таймс» Босли Краузер дал в целом позитивную оценку фильму, назвав «выполненной в хорошем темпе динамичной мелодрамой» с «предрешённым финалом, так как от агентов Секретной службы никогда никто не уйдёт». Конечно, далее с иронией пишет обозреватель, «для этого им надо немного поработать, немного побить кого-то, немного пострелять и немного умаслить девочек». Хотя преступника «как вы должны понять, взять довольно трудно», тем не менее, «такие небольшие неудобства — это ничто для копа Секретной службы, которого не могут остановить ни кулаки, ни пули».
В рецензии журнала TimeOut отмечается, что в самом начале картины «комментатор знакомым строгим голосом вожатого скаутов утверждает всесилие Министерства финансов, после чего, расправившись с этим, фильм переходит к делу». По словам рецензента журнала, далее «следует серия приятно непредсказуемых, кардинально меняющихся ситуаций и судьбоносных поворотов», в которых доминируют сильные визуальные решения — «интриги происходят в слабо освещённых замкнутых помещениях, парни в фетровых шляпах поднимаются по зловещим лестницам, а насилие творится в колоритных местах, в особенности, это касается кульминационной перестрелки в трамвайном депо». Спенсер Селби отмечает, что в этой картине «агенты Министерства финансов дают заключённому сбежать из тюрьмы в расёте, что он приведёт их к банде фальшивомонетчиков», а Майкл Кини добавляет, что «несмотря на сходство этого фильма с „Агентами казначейства“, он значим и сам по себе в качестве нуара, который наполнен саспенсом и обладает хорошим сюжетом».
Брюс Эдер обратил внимание на то, что это «один из первых фильмов нуар вслед за картиной „Он бродил по ночам“, который использовал документальный стиль для представления криминальной истории. Этот стиль уже применялся ранее в таких основанных на фактическом материале шпионских историях, как „Дом на 92-й улице“». В то время, по словам Эдера, полудокументальный стиль смотрелся «достаточно свежо, чтобы заинтересовать аудиторию, однако использование её в данном случае немного неуклюже». Критик полагает, что «документальная часть в начале очень хороша, однако следующий эпизод, который должен был её поддержать, снят и сыгран настолько неинтересно, что почти останавливает фильм через три минуты после начала картины». К счастью, по словам Эдера, «после пятиминутной отметки этот крепкий, быстрый криминальный триллер с некоторыми неожиданно сложными элементами движется вперёд с нарастающим темпом и экшном». С другой стороны, Деннис Шварц называет картину «небольшим средненьким криминальным триллером в полудокументальном стиле», в котором Ричард Флейшер «боготворит Министерство финансов до такой степени, что они становятся буквально богоподобными».

### Оценка работы режиссёра и творческой группы
Эдер отмечает, что сценарий картины «полон двойными и тройными обманами, которые кажутся несложными, пока не начинают наслаиваться друг на друга». В результате «к середине картины накапливается масса наложенных друг на друга обманов, осуществляемых почти всеми», что делает фильм чрезвычайно насыщенным сюжетными поворотами. По словам киноведа, режиссёр Ричард Флейшер привносит в фильм «ровный, сдержанный стиль постановки», а также использует «крупные планы и индивидуальный подход при показе сцен насилия, что создаёт напряжённое зрелище».
Эдер также обращает внимание на то «визуально-историческое наслаждение, которое фильм доставляет зрителям в самом финале», предлагая снятую на натуре сцену погони в трамвайном депо Лос-Анджелеса, которое исчезло вскоре после создания этого фильма. Сам же финал, по мнению Эдера, «лишь ненамного менее захватывающий, чем погоня на Вильямсбургском мосту, которой завершается фильм „Обнажённый город“».

### Оценка актёрской игры
По словам Эдера, "Ллойд Бриджес в этой картине играет «пронырливого персонажа», «практически репетируя свою роль психопатического преступника в фильме Сая Эндфилда „Звук ярости“ годом позже». Его «скупой и голодный взгляд, который, кажется, проникает в душу, делая его патологического персонажа полностью убедительным», но, к сожалению, его игра «местами зажата и подпорчена банальным гангстерским киножаргоном и жестами». Кини полагает, что «Бриджес всегда потрясающе играл плохих парней, и хотя здесь он не столь гнусен, как в „Звуке ярости“, он всё равно пробуждает свою долю отвращения».
Вместе с тем, наибольшее внимание критиков привлекла игра Джона Хойта. В частности, Эдер пишет, что «настоящим сюрпризом для многих зрителей будет появление Хойта в роли правительственного агента под глубоким прикрытием. Те, кто знает Хойта по многочисленным небольшим характерным ролям, где он обычно играет молчаливых жмотов или эксцентричных стареющих родственников, будут поражены его хамелеонскому образу в роли человека, который вынужден носить несколько масок во время работы, постоянно меняя их с одной на другую — от льстивого бабника и мелкого мошенника до верного защитника закона». TimeOut также отметил, что «пожалуй, единственный раз в своей карьере Хойт, который обычно был мелким подручным, получил роль героя». Кини указывает, что «Хойт, который обычно играл гангстеров или злых нацистов, здесь играет агента Казначейства, который действует под прикрытием, чтобы завоевать доверие Бриджеса и поймать главу банды». Шварц также отметил, что «на его памяти это единственный случай, когда Джон Хойт сыграл героя, так как обычно он играл бандитов, жмотов или эксцентричных пожилых родственников».